# 甲基化DNA免疫沉淀

MeDIP的工作流程概况。

甲基化DNA免疫沉淀（英語：Methylated DNA immunoprecipitation，简称为MeDIP或mDIP）在分子生物学中是一种大规模（全染色体或全基因组）纯化技术，被用于富集甲基化的DNA序列。该技术包括了通过抗5-甲基胞嘧啶（5mC）的抗体分离出甲基化的DNA片段。该技术由迈克尔·韦伯及其同事所阐述并为切实可行的甲基组水平鉴定工作铺平了道路，这是因为经纯化的甲基化DNA片段可输入到各种高通量DNA检测方法之中，这些方法包括高分辨率DNA微阵列（MeDIP-芯片）或下一代测序（MeDIP-seq）。虽然如此，人们对于甲基组的理解仍处于初级阶段；进行这项研究的复杂之处在于DNA甲基化有着细胞/组织特异性，这与其它表观遗传学属性（如染色质状态、组蛋白修饰等）类似。